# Папуа-Пегунунган

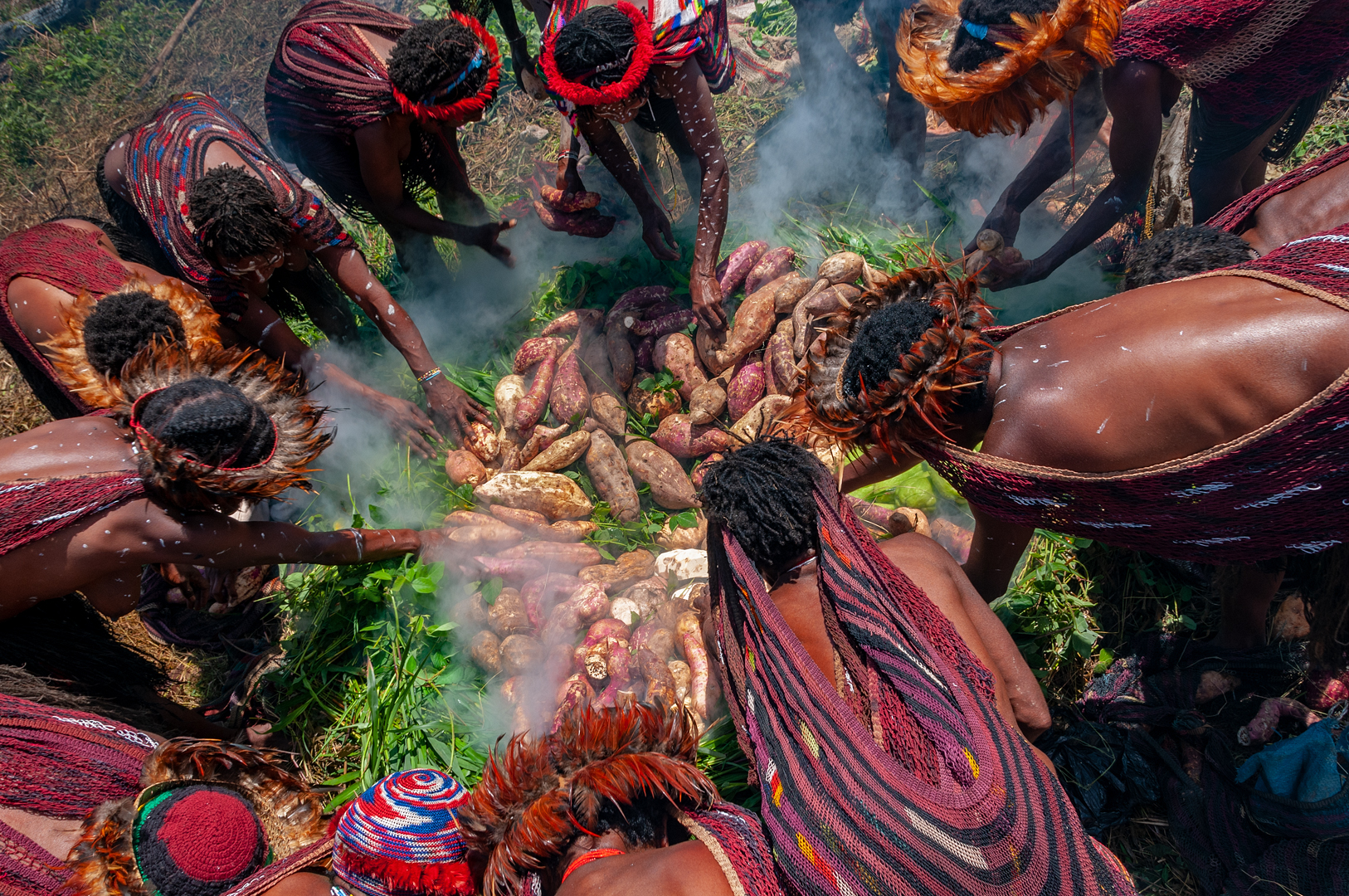

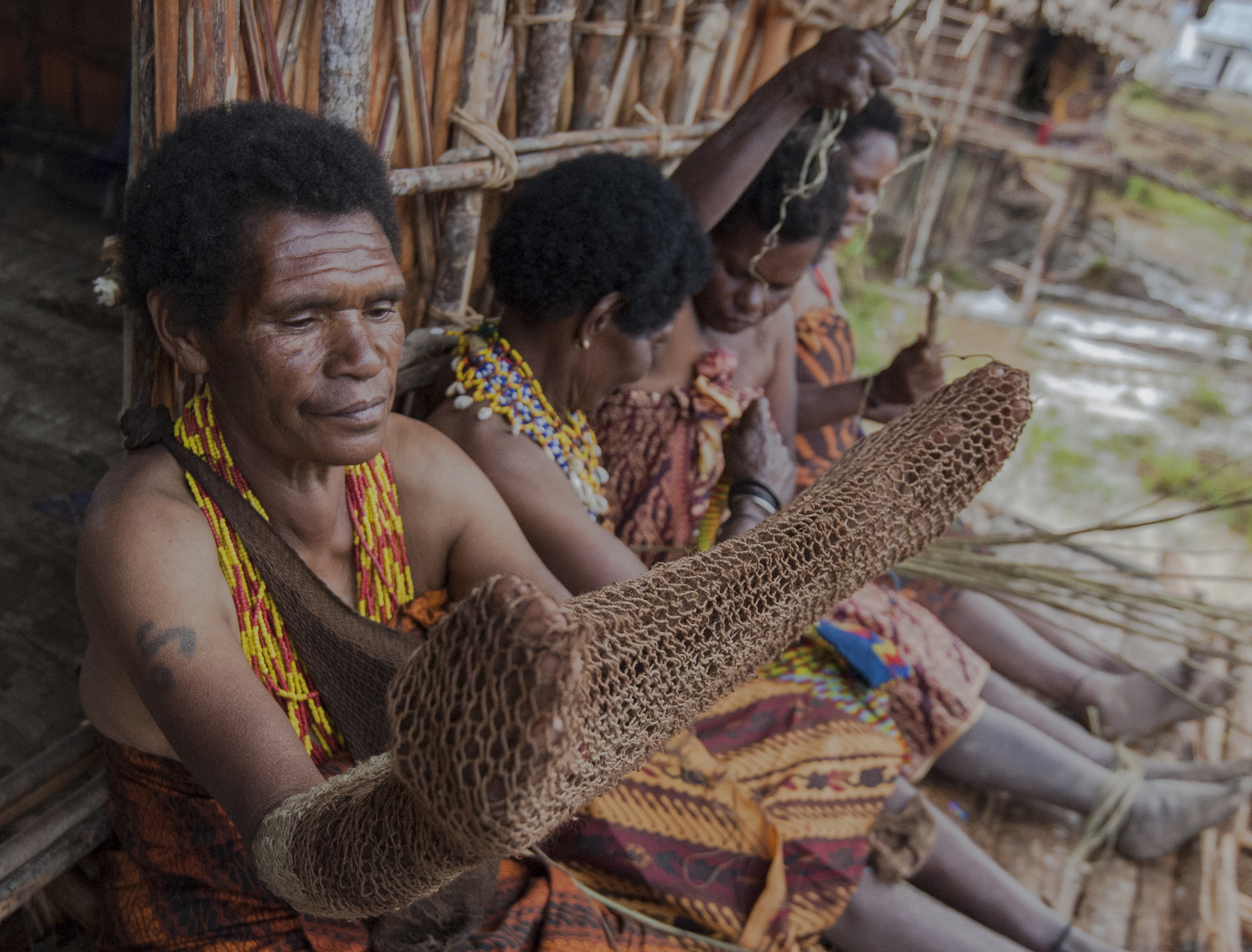

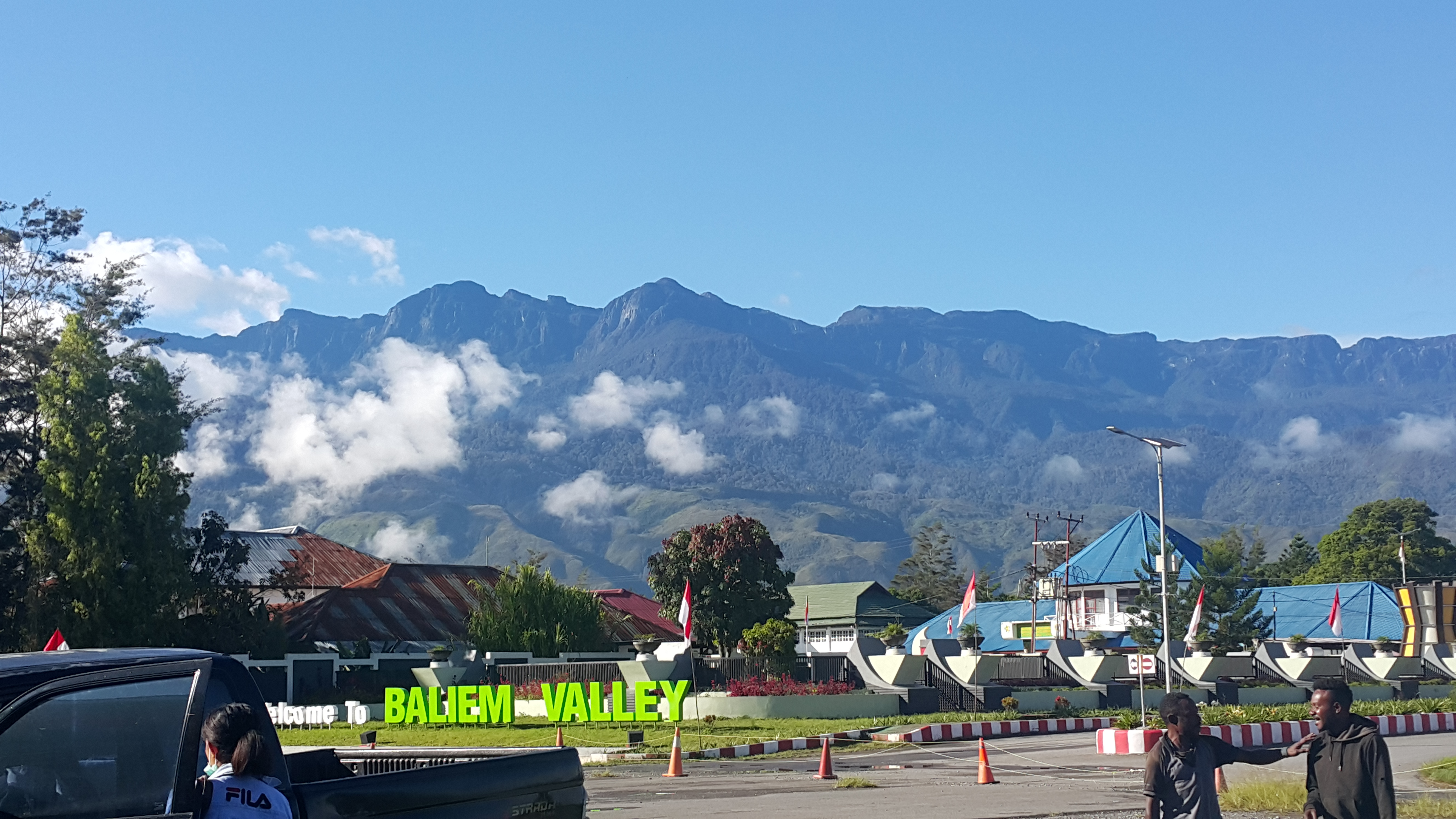

Папуа-Пегунунган (Горное Папуа) — провинция Индонезии во внутренней части острова Новая Гвинея. Административный центр — населённый пункт Велеси в округе Джаявиджая.
Провинция выделена 30 июня 2022 года из территории провинции Папуа наряду с двумя другими новообразованными провинциями — Центральным Папуа и Южным Папуа. Является единственной провинцией Индонезии, не имеющей выхода к морю.
Население провинции составляет около 1 409 000 человек. Провинция занимает земли которые примерно соответствуют границам традиционного папуасского региона Лано-Паго. Наиболее густонаселённой её частью является Долина Балием.